# Wunstorf
ne doit pas être confondu avec Wünsdorf, Brandebourg
Wunstorf est une ville allemande située en Basse-Saxe, dans de la Région de Hanovre. C'est aujourd'hui un des grands sites touristiques de Basse-Saxe compte tenu de la présence, sur le territoire de la commune, du Lac de Steinhude.
A proximité de la ville se trouve la Base aérienne Wunstorf LTG 62 qui abrite l'Escadron de transport aérien 62 Lufttransportgeschwader 62 mettant en œuvre les Airbus A400M de la Luftwaffe.

## Histoire

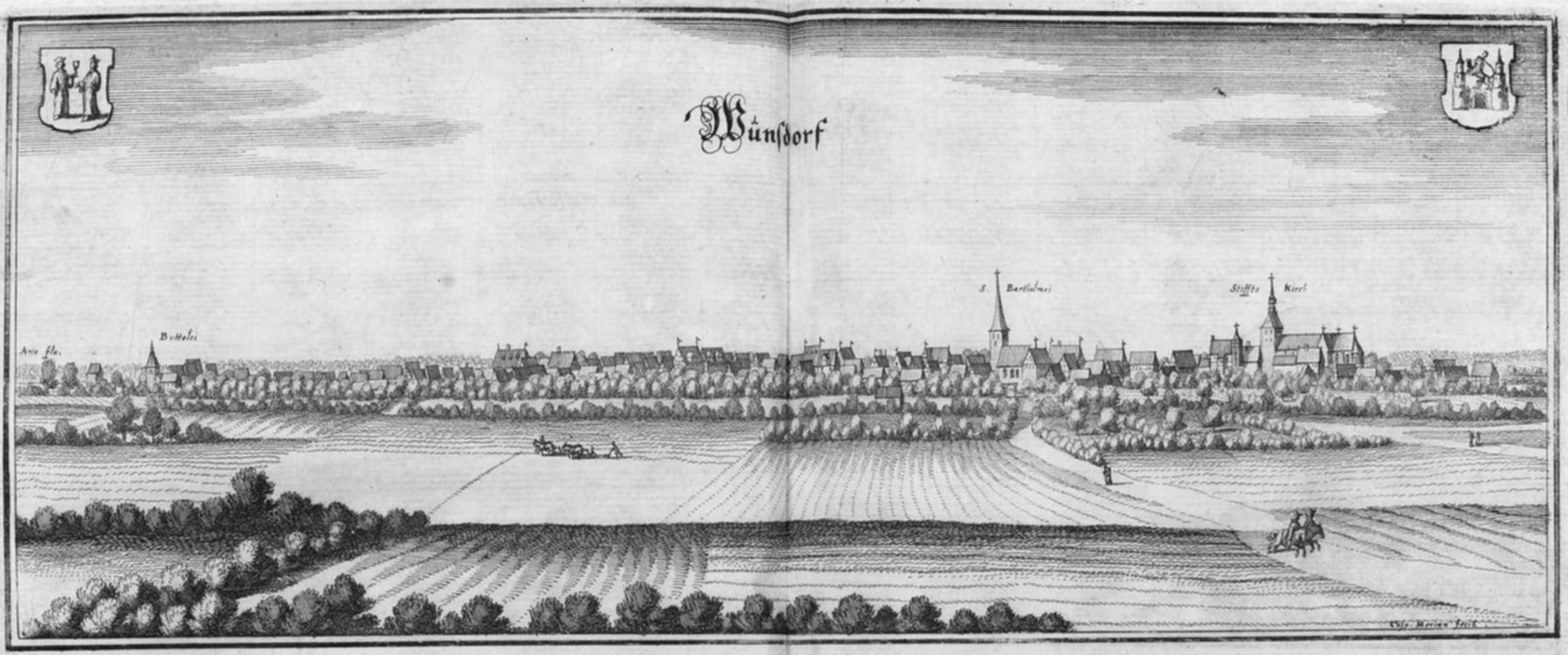
Vue de Wunstorf, gravure de Matthäus Merian, v.1654.

Le nom de la localité signifie « Village du vœu ». Elle semble avoir été habitée au moins à partir de 700. En 871, le roi Louis le Germanique autorise l'évêque Theoderich de Minden à créer une maison de chanoinesses à « Vuonherestorp ». En 1181, Wunstorf est reconnue comme civitas. De 1228 à 1446, la ville et le fief sont partagés entre les évêques de Minden et les comtes de Wunstorf, de la maison de Roden ; le dernier comte vend ses droits à l'évêque de Hildesheim. 
En 1624, Wunstorf est pillée par les troupes impériales de Tilly. En 1788, elle sert de cantonnement au régiment de dragons du Prince de Galles et en 1805 à l'armée française. À partir de 1816, elle abrite une garnison d'artillerie à cheval du royaume de Hanovre. En 1847, elle est raccordée au chemin de fer. Dans les années 1880, d'anciens bâtiments militaires sont convertis en prison puis en hôpital. Sous le régime nazi, des patients de l'hôpital psychiatrique sont exterminés dans le cadre de l'Aktion T4.
En 1934, dans le cadre du réarmement allemand, une base aérienne de la Luftwaffe est installée à Wunstorf. En 1945, située dans la zone d'occupation britannique, elle est reprise et agrandie par la Royal Air Force. Pendant le blocus de Berlin en 1948, la base de Wunstorf est un des points de départ du pont aérien qui ravitaille Berlin-Ouest bloquée par les Soviétiques : au maximum de son utilisation, elle a pu accueillir jusqu'à 75 appareils militaires et civils,. 
| Appartenances historiques Principauté épiscopale d'Hildesheim 1446-1523 Principauté de Calenberg 1523-1692 Électorat de Brunswick-Lunebourg 1692-1807 Royaume de Westphalie 1807-1813 Royaume de Hanovre 1814-1866 Royaume de Prusse (Province de Hanovre) 1866-1918 République de Weimar 1918-1933 Reich allemand 1933-1945 Allemagne occupée 1945-1949 Allemagne 1949-présent |

## Quartiers
La ville compte 10 quartiers :
- Blumenau
- Bokeloh
- Großenheidorn
- Idensen
- Klein Heidorn
- Kolenfeld
- Luthe
- Mesmerode
- Steinhude
- Wunstorf

## Jumelages
- Choszczno (Pologne) depuis 1960.
- Wolmirstedt (Allemagne) depuis 1990.
- Flers (Orne) (France) depuis 1994.